# 早川勝 (実業家)

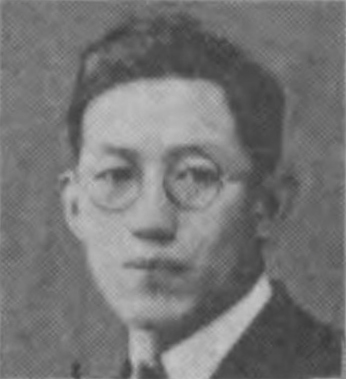
30歳前後（1934年頃）の早川

早川 勝（はやかわ まさる、1904年4月19日 - 1979年2月5日）は日本の柔道家（講道館8段）、実業家。
学生時代に旧制第六高校師範の金光弥一兵衛や同校柔道部員らと共に前三角絞を開発した事で知られ、社会人となってからは三菱鉱業を経て日本経営者団体連盟専務理事を務めるなど実業家として活躍した。
また兄・昇（のぼる）も学生時代に柔道選手として腕を鳴らし、後には王子製紙にて専務取締役を務めている。

## 経歴
| 段位 | 年月日（年齢）         |
| ---- | ---------------------- |
| 入門 | 1921年5月9日（17歳）   |
| 初段 | 1921年7月20日（17歳）  |
| 2段  | 1922年10月13日（18歳） |
| 3段  | 1923年7月16日（19歳）  |
| 4段  | 1926年1月10日（21歳）  |
| 5段  | 1928年1月8日（23歳）   |
| 6段  | 1933年6月1日（29歳）   |
| 7段  | 1941年4月1日（36歳）   |
| 8段  | 1952年5月20日（48歳）  |

東京府中野区に生まれ、4歳年長の兄・昇と同じ県立第一神戸中学校（現・県立神戸高校）に進学して柔道を始めた。中学在学中には昇が籍を置いていた金光弥一兵衛率いる旧制第六高校柔道部の選手たちと共に前三角絞を編み出し、勝は大日本武徳会兵庫支部主催のもと1921年11月に開かれた兵庫県下中学柔道大会に主将として出場しこの技を駆使して優勝、その有効性を証明して見せた。
中学卒業に際しては旧制六高柔道部員の永野重雄から熱心な勧誘を受けたほか、同じく旧制六高部員であった兄の昇初段が1921年7月の全国高専大会にて相手方旧制第四高校の里村楽三2段との大将決戦に臨み、前人未到の2時間近くにも及ぶ激闘の末に引き分けた試合を観客席で見ていた勝は、「兄貴しっかりやれ、決して負けるな」「来年は俺が六高へ入ってきっと勝ってる」と声援を送っており、この約束を果たすかのように勝は旧制六高へと進学した。
1922年に旧制六高へ入学した勝は同年に武徳会本部が主催する全国青年演武大会で六華会（りくかかい）選手として出場・優勝を果たしたほか、22年から25年まで4年連続で京都帝国大学主催の全国高専大会で優勝を成し遂げた。
中でも特筆されるのは、1923年の第10回全国高専大会で当時3段の勝は中堅で出場し、対する旧制四高の東初段、村橋初段、小林庄平2段と立て続けに降して4人目の内藤雄二郎2段を相手に悠々と引き分け、旧制六高が大将以下6人残しの大勝を収めた際の原動力として活躍した。この勝利を以って、旧制六高が以後1929年に至るまで8連覇の偉業を成し遂げて全国にその名を轟かせるための土壌が築かれたと言える。
神戸一中・旧制六高と兄の昇と同じ進路を歩んだ勝だったが、卒業後は昇が九州帝国大学へと進んだのに対し勝は京都帝国大学に進学した。大学時代には1926年の東京帝国大学との対抗試合へ出場した記録が残っている。
磯貝一や永岡秀一（ともに後の10段）や金光弥一兵衛を生涯の師と仰ぎ、身長173cm・体重78kgと決して大柄ではない体格ながら立っては払腰や大外刈、内股に長じ、寝ては自身らが創案した前三角絞の使い手として柔道界に数々の実績を残した。それでも勝は柔道専門家としての道は歩まず、1928年に京都帝大を卒業後は三菱鉱業に入社して神戸市に住み、1944年からは大日本産業報国会中央本部に籍を置いた。
この間、1929年5月の御大礼記念天覧武道大会に広島代表の府県選士として出場し、1次予選リーグ戦は勝ち抜いたが2次予選リーグ戦で武専学生の島崎朝輝4段に敗れて2位に留まり、決勝トーナメント戦進出はならず。
1930年11月に嘉納治五郎の発案で第1回全日本選士権大会が催されると一般壮年前期の部へ出場した勝だったが、2回戦で早大のエース笠原巌夫5段の左大外落に苦杯を嘗めた。1931年5月に教士号を拝受し、1934年の全日本選士権大会では一般壮年後期の部へ出場したが、利あらず初戦で朝鮮の豪勇・李鮮吉5段に敗れている。
戦後は日本石炭経営者協議会の専務理事を経て日本経営者団体連盟（現・経団連）専務理事の重責を担うなど、財界人として活躍。
組織作りの名人と言われた勝はその傍らで率先して戦後の柔道界の再興にも尽力し、1951年から全日本柔道連盟理事を務めたのをはじめ全日本学生柔道連盟の理事長・会長、全日本実業柔道連盟理事長、日本武道館常任理事、講道館理事といった要職を歴任し、柔道を通じて学生や社会人に対しての体育向上と精神教育を図った。1952年9月に講道館護身法制定委員会が設けられた際には胡井剛一や工藤一三らと共に委員の1人に指名され講道館護身術の制定に尽力、これは4年後の1956年に完成している。
また1973年夏頃からは日本各地より選抜された青少年を対象として規律ある生活と柔道の鍛錬とを図る場の創設を提唱し、横地治男らと共に1975年に私塾「講道学舎」を開設、勝はその運営を行う日本柔道育英学会の会長を務めた。
柔道家としての卓越した技量とは裏腹に勝自身が生徒達に手取り足取り指導するという事はあまりせず、むしろ自分の“後ろ姿”を見せて育てるという教育方針で、例えば柔道以外でも率先して履物を揃えたり電灯のスイッチを消したりと日常起居のしつけには特に気に掛けていたという。
学舎の運営も軌道に乗りかけ、特に中学生に関しては全国制覇をも目指すまでになっていた1979年、勝は脳梗塞に倒れ2月5日午前6時に不帰の客となった。葬儀は2月20日に青山葬儀所で営まれ、財界・柔道界を問わず多くの弔問客が訪れてその死を悼んでいる。
講道学舎創設の為に一緒に奔走した横地はその死に際し、「年少の塾生にとって棺を担ぎ遺骨を拾うという強烈な体験は、何物にも代え難い“後ろ姿”ではなかったか」「塾生と共に、（嘉納治五郎の訓えである）柔道の修業を通して己を完成し世を補益する事を、固く約束する」と述べている。
なお、勝の講道館での昇段歴は1933年6月に6段、1941年4月に7段、そして1952年5月には8段を允許されるなど柔道専門家並の昇段スピードであり、1959年5月に兄の昇が8段に昇段した暁には兄弟揃っての8段となった。この記録は、慶応義塾で中野正三の訓えを受けた双生児の阿部大六・英児兄弟や荒木流柔術免許皆伝の黒須春次を父に持つ黒須実彦・銀吾兄弟らと並び、永い講道館の歴史を振り返っても極めて稀な快挙である。